# Micronesische muskaatduif
De Micronesische muskaatduif (Ducula oceanica) is een vogel uit de familie der Columbidae (Duiven en tortelduiven).

## Verspreiding en leefgebied
Deze soort komt voor op Palau, de Carolinenen de Marshalleilanden en telt vijf ondersoorten:
- D. o. monacha: Palau en de Yap-eilanden (westelijke Carolinen).
- D. o. teraokai: Chuukeilanden (centrale Carolinen).
- D. o. townsendi: Pohnpei-eilanden (oostelijke Carolinen).
- D. o. oceanica: het eiland Kosrae (oostelijke Carolinen).
- D. o. ratakensis: Marshalleilanden.

## Status
De grootte van de populatie wordt geschat op 8000 volwassen vogels. Op de Rode lijst van de IUCN heeft deze soort de status kwetsbaar.